# Попытка государственного переворота в Гамбии (1981)
Попытка переворота в Гамбии 1981 года (англ. 1981 Gambian coup d'état attempt) — вооружённый мятеж гамбийской прокоммунистической партии GSRP/GUSRWP во главе с Кукои Самба Саньянгом 30 июля — 8 августа. Переворот совершался под лозунгами марксизма-ленинизма, был направлен против президента Джавары, поддержан панафриканской организацией MOJA и частью Полевых сил Гамбии. Подавлен при решающем участии сенегальского военного контингента. Стимулировал создание Конфедерации Сенегамбия.

## Предыстория

### Гамбийская радикальная оппозиция
Первые полтора десятилетия независимости положение в Гамбии было относительно стабильным. В целом слаборазвитая аграрная экономика при массовой бедности населения в 1970-х всё же демонстрировала устойчивый рост. В Банжуле и Серекунде возникали промышленные предприятия, в основном по переработке сельхозпродукции, складывались финансово-коммерческие центры и логистические узлы. Особое значение имело производство арахиса и сотрудничество с французской компанией Maurel & Prom. В политическом плане функционировала многопартийная парламентская система. Президент Гамбии Дауда Джавара и его Народно-прогрессивная партия, по идеологии близкая к центристской социал-демократии, реально побеждали на выборах.
Положение резко ухудшилось на рубеже 1970—1980-х, в контексте начинавшейся мировой рецессии. В Гамбии ситуации усугубилась засухой. Произошёл скачок инфляции, увеличилась безработица, углубилась бедность большинства. Произошла резкая радикализация левых молодёжных групп. Легальная оппозиция — Партия национального конвента Шерифа Мустафы Диббы, Партия национального освобождения Усмана Секи — утрачивали влияние. Зато активизировалось гамбийское отделение марксистско-панафриканистского Движения за справедливость в Африке (MOJA-G) во главе с популярным спортсменом Тиджаном Коро Саллахом. Политизировалась банжульская молодёжная группировка Black Scorpions. Молодые радикалы устраивали уличные беспорядки, поджоги, драки с лоялистами и полицией, писали настенные лозунги, рисовали граффити с оскорблениями в адрес властей и персонально президента. Была подожжена личная яхта Джавары.
В начале 1980 была учреждена ещё одна ультралевая организация — Гамбийская социалистическая революционная партия (GSRP). Основал GSRP бывший предприниматель Джибриль Джордж (известный как Пенгу Джордж или Доктор Джордж) — потерявший свой бизнес в конфликте с полицией и разочарованный в капитализме. Идеология партии базировалась на радикальной версии африканского социализма с марксистско-коммунистическим уклоном. Образцом для GSRP виделись Демократическая партия Гвинеи, особенно марксистская ПАИГК Гвинеи-Бисау и Ливийская джамахирия.
Социальную базу партии составила городская беднота Банжула — водители такси, рыбаки, сторожа, подсобники, базарные торговцы, учащаяся и безработная молодёжь, члены криминальных группировок. Финансистом GSRP являлся крупный по гамбийским меркам бизнесмен Алиу Ках. Он не был сторонником революционного социализма и марксизма, но был жёстким противником президента Джавары. Магната не устраивала организация государственных тендеров с преимуществами для иностранных компаний за счёт гамбийского бизнеса. Помимо прочего, Ках спонсировал популярные музыкальные группы и их мероприятия — это привлекало на сторону GSRP молодёжные и подростковые группировки Большого Банжула.
Недовольство президентом и правительственной политикой распространилось в Полевых силах Гамбии. Оборону и внешнюю безопасность Гамбии по договору 1965 обеспечивал соседний Сенегал. Полевые силы общей численностью 350—500 человек представляли собой военизированную полицию. Однако они были вооружены, организованы и при военном мятеже представляли опасность для властей.

### В преддверии столкновения
27 октября 1980 солдат-часовой Мустафа Дансо, связанный с MOJA-G, застрелил заместителя командующего Полевыми силами Эку Махони. С этого момента силовая конфронтация в Гамбии стала неизбежна. Через день после убийства Махони, 29 октября 1980, президент Джавара обвинил ливийский режим Муамара Каддафи в поддержке гамбийских экстремистов и вербовке антиправительственных боевиков. Между Гамбией и Ливией были разорваны дипломатические отношения. Доказательства предметного ливийского вмешательства в Гамбии обнаружены не были, но идейное влияние Каддафи на гамбийских радикалов несомненно присутствовало. По просьбе президента Джавары в Гамбию были переброшено на постоянное квартирование подразделение сенегальских войск.
В начале ноября GSRP и MOJA-G были запрещены. GSPR перешла на нелегальное положение и приняла название Гамбийская подпольная социалистическая революционная рабочая партия (GUSRWP). В GUSRWP вступил Кукои Самба Саньянг — бывший активист левоцентристской Партии национального конвента, проигравший выборы 1977 и разочаровавшийся в «буржуазной демократии». Побывав в Европе и в Ливии, Саньянг стал убеждённым приверженцем марксизма-ленинизма, сторонником Каддафи, СССР и Кубы.
Саньянг быстро выдвинулся на первую позицию в партии. Под его влиянием решено было свергать «неоколониалистский, расистский и фашистский» режим Джавары. Если Джордж больше говорил о повышении социальных расходов и государственной поддержке малоимущих, то Саньянг — о «диктатуре пролетариата под руководством марксистско-ленинской партии».
Вокруг Саньянга сгруппировалось молодые радикальные сторонники — соплеменники-диола и земляки по Западному округу, энергичные, но малообразованные таксисты и бывшие военнослужащие. Численность этой группы, считая самого Саньянга, составляла двенадцать человек. В июле 1981 состоялись тайные совещания под руководством Саньянга. Ставилась задача захвата власти под коммунистическими лозунгами «диктатуры пролетариата» и «руководящей роли марксистско-ленинской партии». Современники и исследователи отмечали, что партия Саньянга — с её специфическими руководящими кадрами, догматичной идеологией и риторикой, необоснованными властными амбициями — представлялась «несколько нелепой». Отсюда следовала недооценка опасности со стороны властей.
В конце июля 1981 Дауда Джавара находился в Лондоне на свадьбе принца Чарльза и Дианы Спенсер. Этот момент был определён GUSWRP как подходящий для переворота.

## Мятеж и подавление

### Партийно-военный переворот
Первый акцией стал захват арсенала в Бакау. В ночь на 30 июля 1981 Кукои Самба Саньянг со своим десятком активистов занял оружейный склад Полевых сил. Сделать это удалось при помощи офицера Момоду Санко, сторонника GUSWRP. Несколько сотен человек вооружились автоматами АК-47. Ударной силой мятежа стали активисты GUSWRP, члены MOJA-G, банжульская люмпенизированная молодёжь типа «Black Scorpions».
К мятежу примкнули от трети до половины гамбийских военных. Возглавил их заместитель командующего Полевыми силами Усман Боджунг. Был застрелен в своём доме помощник начальника гамбийской полиции Кикала Балде, верный президенту Джаваре. Мятежники быстро взяли под контроль аэропорт Банжул-Юндум и радиоцентр, отключили систему связи Cable & Wireless. По радио транслировались речёвки «Да здравствует революция! Да здравствует Кукои Самба Саньянг!», обещания покончить с «безработицей, несправедливостью, трайбализмом, непотизмом, коррупцией».
В своём выступлении Саньянг объявил о свержении «трайбалистского, коррумпированного и деспотического правительства». Власть переходила в руки Национального революционного совета (NRC, другое название — Высший революционный совет, SRC) под председательством Саньянга. Все члены нового органа власти состояли в GSRP/GUSRWP. Больше всего среди них было водителей такси; впоследствии эти события называли The taxi drivers’ coup — «переворот таксистов».
Заявления выдерживались в прокоммунистической тональности. Саньянг говорил о марксистско-ленинской революции, объявил приостановку действия Конституции, роспуск парламента, запрет политических партий, почти неприкрыто угрожал масштабным насилием. Всё это произвело отталкивающее впечатление на большинство гамбийцев. Массовой поддержки мятеж не получил. Но не отмечалось и массового сопротивления мятежникам. Большинство населения занимало выжидательную позицию.
Саньянг интенсивно перемещался по Банжулу в окружении телохранителей. Джордж находился на складе в Бакау. Боевиками на улицах командовал активист GSRP/GUSRWP Алиу Саллах. Именно его действия впоследствии оценивались как наиболее коварные и жестокие.
Население Гамбии было непривычно к политическим потрясениям. В Банжуле началась паника. Мятежники освободили заключённых тюрьмы Mile Two, в том числе Мустафу Дансо. Все, кто изъявлял согласие присоединиться, получали вооружение. В результате автоматическое оружие и боевые патроны оказались в руках опасных преступников. Это вывело ситуацию из-под всякого контроля. Начались погромы, повальные грабежи магазинов, насильственное сведение личных счётов, поджоги, избиения, убийства. На улицах велась беспорядочная стрельба, появились убитые. То же происходило в Серекунде, Бакау, Брикаме.
Центр лоялистского сопротивления мятежу образовался в штаб-квартире полиции. Захватить её не удалось, и это стало первым поражением мятежа. Здесь собрались вице-президент Гамбии Хасан Муса Камара, генеральный инспектор Абдули Мбуб, его помощники Усман Джаллоу и Янко Тамбаджанг, генеральный прокурор Момоду Ламин Сахо, министр сельского хозяйства Сайхоу Сабалли. Полицейские взяли под охрану некоторые государственные объекты, в частности, Центральный банк. Камара успел связаться с Лондоном и сообщить Джаваре о происходящем. Блокаду полицейского офиса с боем прорвало подкрепление из Фарафенни под командованием Моду Нджие. Под этими впечатлениями Джавара, поначалу готовый сдаться, решился действовать.

### Сенегальско-лоялистский контрудар
Дауда Джавара обратился за помощью к Великобритании (Гамбия входила в Британское содружество) и Сенегалу (по договору 1965). Правительство Маргарет Тэтчер направило в Гамбию спецгруппу SAS из трёх человек под командованием майора Яна Крука. Президент Сенегала Абду Диуф распорядился провести в Гамбии масштабную войсковую операцию.
Около полуночи 31 июля 1981 триста сенегальских десантников высадились на западном побережье Гамбии у селения Джамбур и двинулись на Банжул. Они атаковали мятежников в аэропорту Юндум. Сопротивление мятежников оказалось сильнее ожидаемого, но сенегальцы сломили его в ожесточённом бою. Одновременно почти трёхтысячный сенегальский контингент с тяжёлой бронетехникой двигался с юга на Банжул, Брикаму и Серекунду. Подавляющее превосходство сенегальцев не оставляло шансов Саньянгу и его сторонникам.
Мятежники взяли в заложники первую леди Гамбии Чилель Джавару, десятерых детей президентской четы, старшего брата Джавары, группу высокопоставленных чиновников, авторитетных старейшин и их родственников — в общей сложности более ста человек. Под давлением и угрозами эти люди публично призывали Джавару уйти в отставку, Диуфа — вывести из Гамбии сенегальские войска. Саньянг резко высказывался в адрес обоих президентов: «Диуф, тебе меня не запугать! Джавара, у тебя здесь нет даже курицы!». Он заявил также, что сам не имеет детей и готов к смерти за Гамбию — вместе с детьми президента, «если Джавара не испытывает симпатий к собственной семье». Джавара впоследствии оценивал это как безумие, порождённое отчаянием.
NRC обратился за военной помощью к Гвинее, Гвинее-Бисау, Ливии и СССР. Этот шаг обосновывался вводом в Гамбию сенегальских войск. Призыв остался без ответа (хотя официозы этих государств описывали гамбийские события с явным сочувствием к Саньянгу и критиковали сенегальское вторжение).
1 августа 1981 Джавара прибыл в Дакар. Ключевые объекты Гамбии к тому времени контролировались сенегальцами. В бою у президентской резиденции был убит Усман Боджунг. Джибриль Джордж застрелен своими боевиками при расколе лидеров мятежа. Существует предположение, что такая участь угрожала и Саньянгу. Коро Саллах был ранен и вынесен из-под огня Мустафой Дансо.
2 августа 1981 сенегальцы подавили сопротивление мятежников. Офицеры SAS освободили заложников — они не подверглись физическому насилию, хотя перенесли тяжёлое нервное потрясение. Дауда Джавара прибыл в Банжул и выступил с обращением к народу Гамбии. Кукои Самба Саньянг с небольшой группой сподвижников сумел пробраться в рыбацкую деревню Картунг и оттуда водным путём бежал в Гвинею-Бисау (затем он вылетел на Кубу и далее в Ливию). Лидеры MOJA-G Коро Саллах и Усман Манджанг также успели выбраться из страны. Большинство других лидеров мятежа, включая вторично арестованного Мустафу Дансо, попали в руки властей.
В целом мятеж был подавлен на четвёртый день, хотя спорадические столкновения продолжались до 4 августа, а в некоторых местах до 8 августа. Первоначально сообщалось о 100—120 жертвах. Впоследствии объявленная численность погибших возросла. Предполагается, что в ходе мятежа и подавления погибли от 400 до 800 человек. Иногда говорится о тысяче убитых, но наиболее вероятное количество — около пятисот. Более 80 % из них составили мятежники и случайно попавшие под огонь мирные жители, остальные — лоялисты и сенегальцы.

## Последствия
Сотни убитых, пять миллионов долларов экономического ущерба стали тяжёлыми потерями для небольшой страны. В то же время, гамбийский историк Хассум Сизэй отмечает, что президент Джавара разумно отказался от мести какой-либо этнической или региональной группе. Были задержаны около трёх тысяч участников мятежа, но аресты производились по строгой процедуре и при широкой гласности. Большинство арестованных освобождены ещё до конца августа. Государственная пропаганда была ориентирована на национальное примирение. Радио транслировало специальную программу «Одна Гамбия, одна нация». Организована кампания общественных пожертвований на восстановление разрушенного хозяйства. Добровольно сдано почти всё расхищенное оружие и большая часть разграбленного имущества.
Перед судом предстали несколько десятков человек, некоторые приговорены к смертной казни. Но смертные приговоры не приводились в исполнение, заменяясь длительным тюремным заключением — в том числе для Алиу Саллаха. Единственным казнённым стал Мустафа Дансо, расстрелянный в сентябре 1981 за убийство Эку Махони.
Были привлечены к ответственности лидеры легальных оппозиционных партий Шериф Мустафа Дибба и Усман Сека. Дибба провёл заключении почти год, признан непричастным, освобождён и в 1982 баллотировался в президенты. Сека был признан виновным по специфической причине: слишком складные тексты NRC не вязались с личностями вожаков мятежа. В авторстве был обвинён Сека, приговорён к смертной казни с заменой на пожизненное заключение, освобождён в 1991.
Полномочия главы государства резко расширились, но Джавара сдержал обещание применять чрезвычайные меры кратковременно и осторожно. На выборах 1982 Джавара и его партия вновь одержали победу.
Главным последствием мятежа стало учреждение Конфедерации Сенегамбия. Джавара уже не мог возражать против объединительного проекта, выгодного Сенегалу. Просуществовала Сенегамбия сравнительно недолго: с 1 февраля 1982 по 30 сентября 1989. Кардинально изменилась гамбийская армия: Полевые силы были преобразованы в регулярную национальную армию и национальную жандармерию.
Кукои Самба Саньянг треть века прожил в эмиграции, участвовал в африканских гражданских войнах и политических интригах, безуспешно пытался вернуться в гамбийскую политику, умер в 2013. Его роль обычно расценивается отрицательно: попытка переворота прервала традицию конституционного развития Гамбии, создала опасный прецедент, предвосхитила будущие диктатуры и массовые нарушения прав человека.

## Значение
Правительство Гамбии, как и правительство Сенегала, не опубликовали никакого официального документа о событиях июля-августа 1981. Возможно, это связано с тем, что предметно-конкретных признаков иностранного вмешательства на стороне мятежников так и не было обнаружено. Режим Каддафи действительно проводил активную континентальную экспансию, в том числе в Западной Африке, но в данном конкретном случае она ограничивалось сугубо идеологическим воздействием. Между тем, в договоре 1965 говорилось о взаимной обороне только при внешнем нападении.
Реально иностранная поддержка — сенегальская и британская — была оказана президенту Джаваре. Американская администрация Рональда Рейгана, обеспокоенная коммунистическими и каддафистскими речами Саньянга, также планировала направить в Гамбию антитеррористическое подразделение. Этого не потребовалось из-за быстрого подавления мятежа.
Ни одно государство не признало правительство NRC. Советские пропагандистские органы поначалу выражали симпатию Саньянгу и его сподвижникам, цитировали сообщения о жестокости сенегальских войск, но эти мотивы были быстро заглушены. Почти все страны Африки, кроме Ливии, выразили публичную поддержку законному президенту. Среди них были и государства социалистической ориентации — Танзания, Алжир, Кабо-Верде, даже Гвинея. «Нелепо неумелый дилетантизм» попытки переворота был слишком очевиден не только для иностранных правительств, но и для значительного большинства гамбийцев. Криминальный хаос, охвативший страну с первых часов мятежа, наглядно демонстрировал перспективы.
Но при всём том группировка Саньянга сумела захватить власть и потеряла её только под ударом извне. Это показало неустойчивость конституционной системы Гамбии, массовость общественного недовольства, непрочность структур гражданского общества и явилось тревожным сигналом на будущее.
Некоторые обозреватели рассматривают попытку переворота в Гамбии 1981 года в контексте глобальной Холодной войны — как пресечение попытки создать в Африке ещё одно коммунистическое государство под управлением марксистско-ленинской партии.